# ليتل كرو
ليتل كرو هو زعيم قبيلة وسياسي أمريكي، ولد في 1810 في Kaposia ‏ في الولايات المتحدة، وتوفي في 3 يوليو 1863 في مقاطعة ميكر في الولايات المتحدة بسبب قتل في المعركة.